# Kulmi csata
A kulmi csata 1813. augusztus 29–30-án zajlott le Csehország északi részén, a mai Chlumec és Přestanov falvak között. A franciák 32 000 katonája támadta meg Vandamme tábornok vezetésével a korábbi drezdai csatában meghátrálásra kényszerült, ekkor Barclay de Tolly parancsnoksága alatt álló szövetséges (osztrák–porosz–orosz), 54 000 főt számláló  erőket. Ebben a csatában a franciák vereséget szenvedtek, de mindkét hadviselő fél egyaránt súlyos veszteségeket szenvedett.

## Előzmények
A drezdai csatát követően Vandamme francia tábornok üldözőbe vette a szövetséges erőket. Napóleon utánuk küldte Gouvion-Saint-Cyr és Marmont tábornokok csapatait, hogy csatlakozzanak hozzá. Vandamme haladt elővédként, a másik két tábornok utóvédként. Vandamme rajtaütött Osztermann-Tolsztoj csapatain Kulm városánál, nyolc kilométerre Aussig-nál (ma: Ústí nad Labem).

## A csata
Augusztus 29-én Vandamme (32–34 000 katonával, 84 ágyúval) megtámadta az Osztermann-Tolsztoj parancsnoksága alatt álló orosz erőket (13–14 000 katonát). A helyzet roppant veszélyes volt a szövetségesek számára, mert ha Vandamme győzelmet arat, akkor a franciák átjuthatnak a hegyekhez, és a hátráló szövetségesek Napóleon csapdájába kerülhetnek. De Vandamme vereséget szenvedett és ezzel a lehetőség elveszett.
Augusztus 30-án a helyzet megváltozott: Friedrich von Kleist porosz csapatai támadást intéztek Vandamme hátvédje ellen. A porosz támadás támogatására megindultak Osztermann-Tolsztoj orosz–osztrák csapatai is. Erre az „elölről–hátulról” egyszerre érkező támadásra válaszul Vandamme „négyszög-formát” parancsolt csapatainak, de a tapasztalatlan franciák képtelenek voltak ellenállni a szövetségesek rohamának, és nagy veszteségekkel vonultak vissza a csatatérről.
A franciák 5000 embert veszítettek, 7–13 000 katonájuk esett hadifogságba, 80 ágyújuk esett az ellenség zsákmányául. A szövetségesek 11 000 katonája halt meg, vagy tűnt el a csatában.
Vandamme hadseregében két lengyel ulánus hadosztály is szolgált Corbineau francia marsall parancsnoksága alatt, a lovasság kötelekében. Ezekkel akarta Vandamme az ellenséges lovasság támadását feltartóztatni. Egyik ezredét Jan Maksymilian Fredro (Aleksander Fredro drámaíró fivére) parancsnoksága alatt a visszavonulás közben beszorítottak egy szakadékba, ahol megadták magukat. A másik ulánus ezred Tomasz Łubieński gróf parancsnoksága alatt sikeresen visszavonult.
Egy francia anekdota szerint a csata után I. Sándor orosz cár azzal vádolta meg Vandamme tábornokot, hogy az bandita és rabló. A francia tábornok így vágott vissza: „Nem vagyok sem bandita, sem rabló, de mindenesetre sem kortársaim, sem a történelem nem vethetik szememre, hogy kezeimet apám vére szennyezné!” (Ezzel azokra véres eseményekre célzott, amelyeknek Sándor trónra lépését köszönhette).

## Következmények
Napóleon császár nem adta fel Berlin elfoglalásának tervét, de egy másik marsallját, Neyt bízta meg ezzel a feladattal, ez  vezetett a dennewitzi csatához.
Ezért a csatáért léptették elő Simonyi József alezredest tábornokká,(Simonyi óbestert), ekkor tűnt fel Radetzky és ekkor kapta meg az orosz cártól a Szent Anna-érdemrendet. A brabanti herceg, a későbbi I. Lipót belga király is ebben a csatában tűnt ki vitézségével, saját dragonyosezredet vezetve a harcban.

## Fordítás
- Ez a szócikk részben vagy egészben  a   Battle of Kulm című angol Wikipédia-szócikk fordításán alapul.  Az eredeti cikk szerkesztőit annak laptörténete sorolja fel. Ez a jelzés csupán a megfogalmazás eredetét és a szerzői jogokat jelzi, nem szolgál a cikkben szereplő információk forrásmegjelöléseként.

## A csata főszereplői

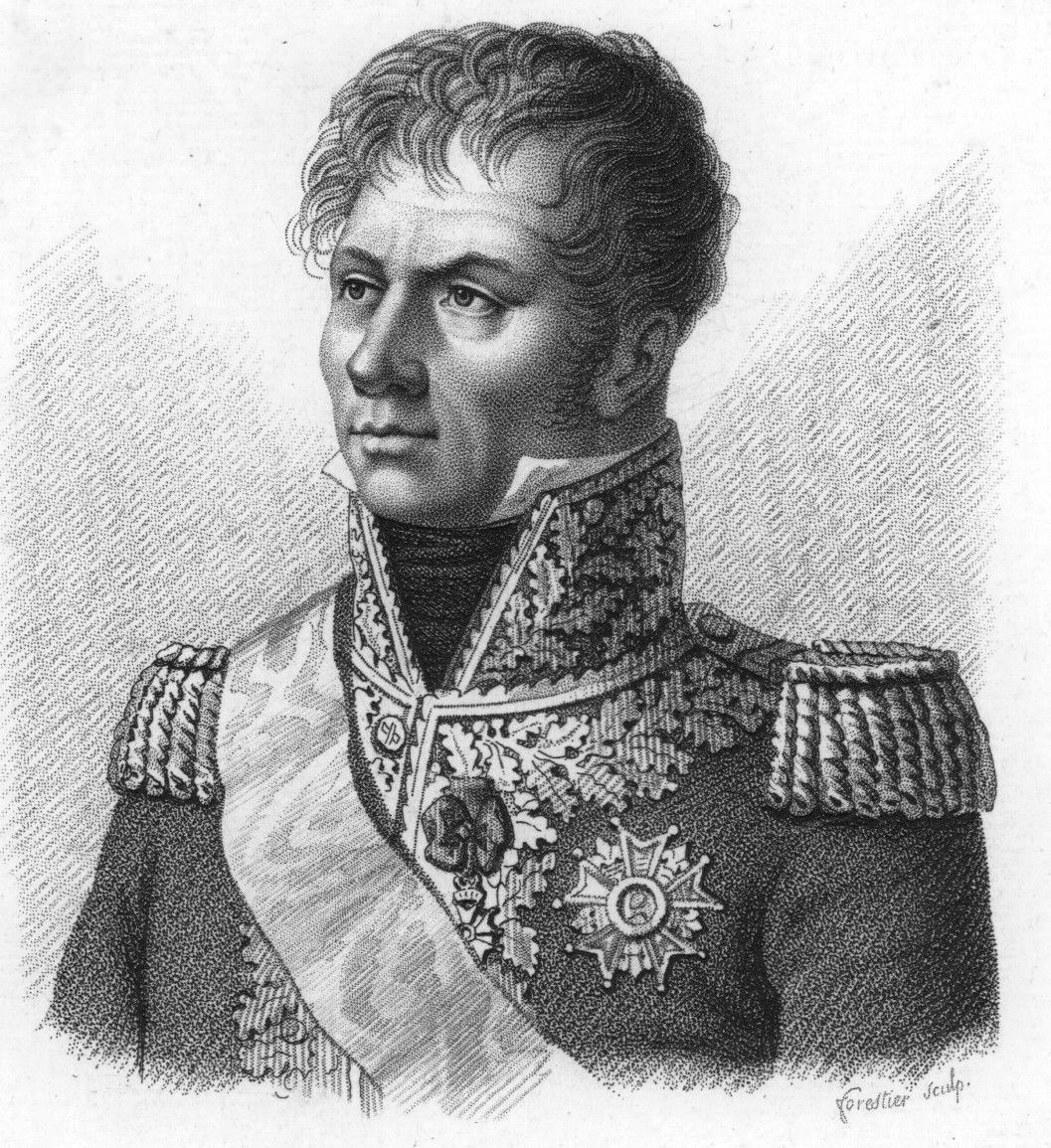
Gouvion-Saint-Cyr
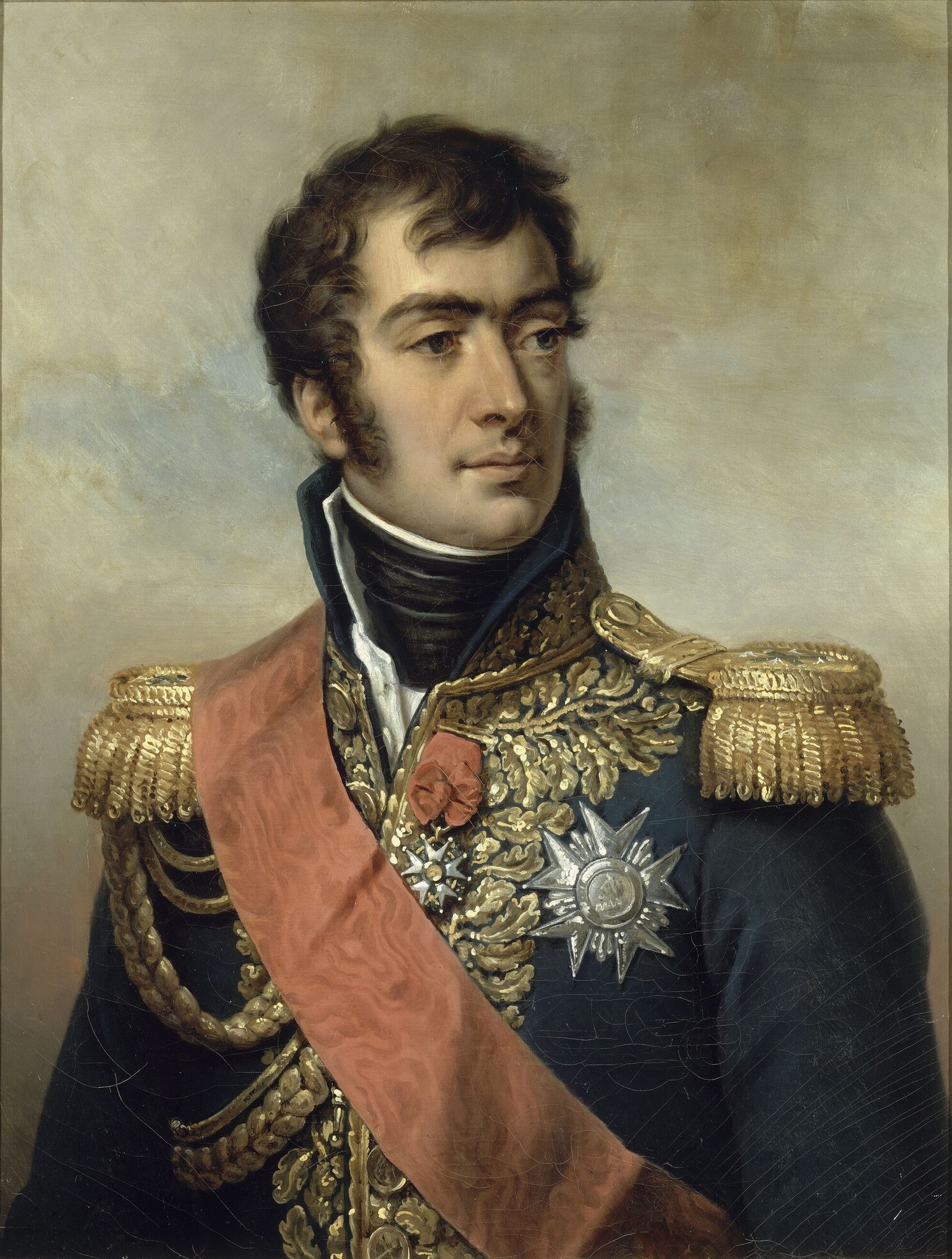
Auguste de Marmont
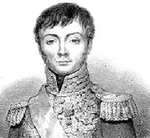
Corbineau
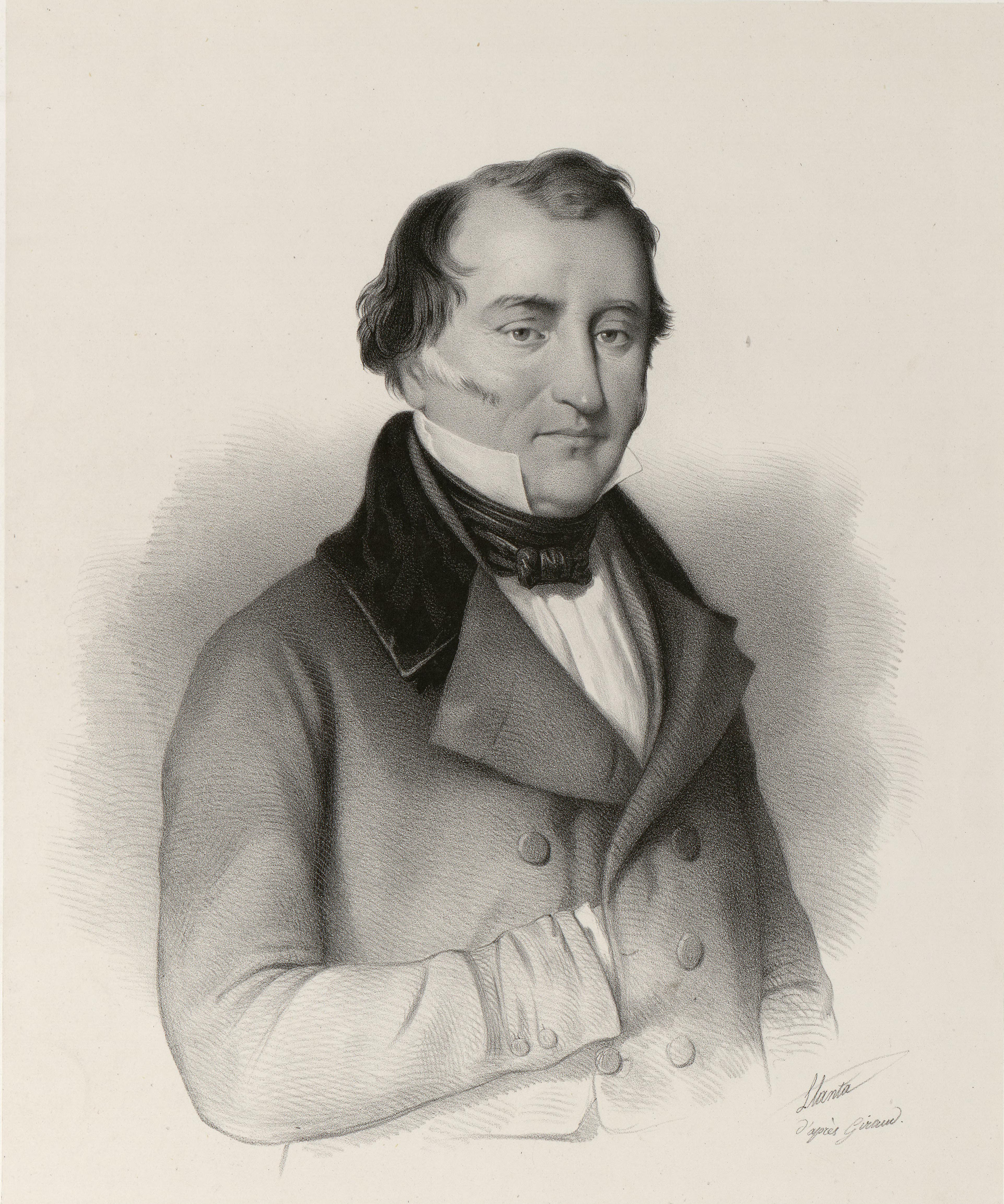
Tomasz Łubieński
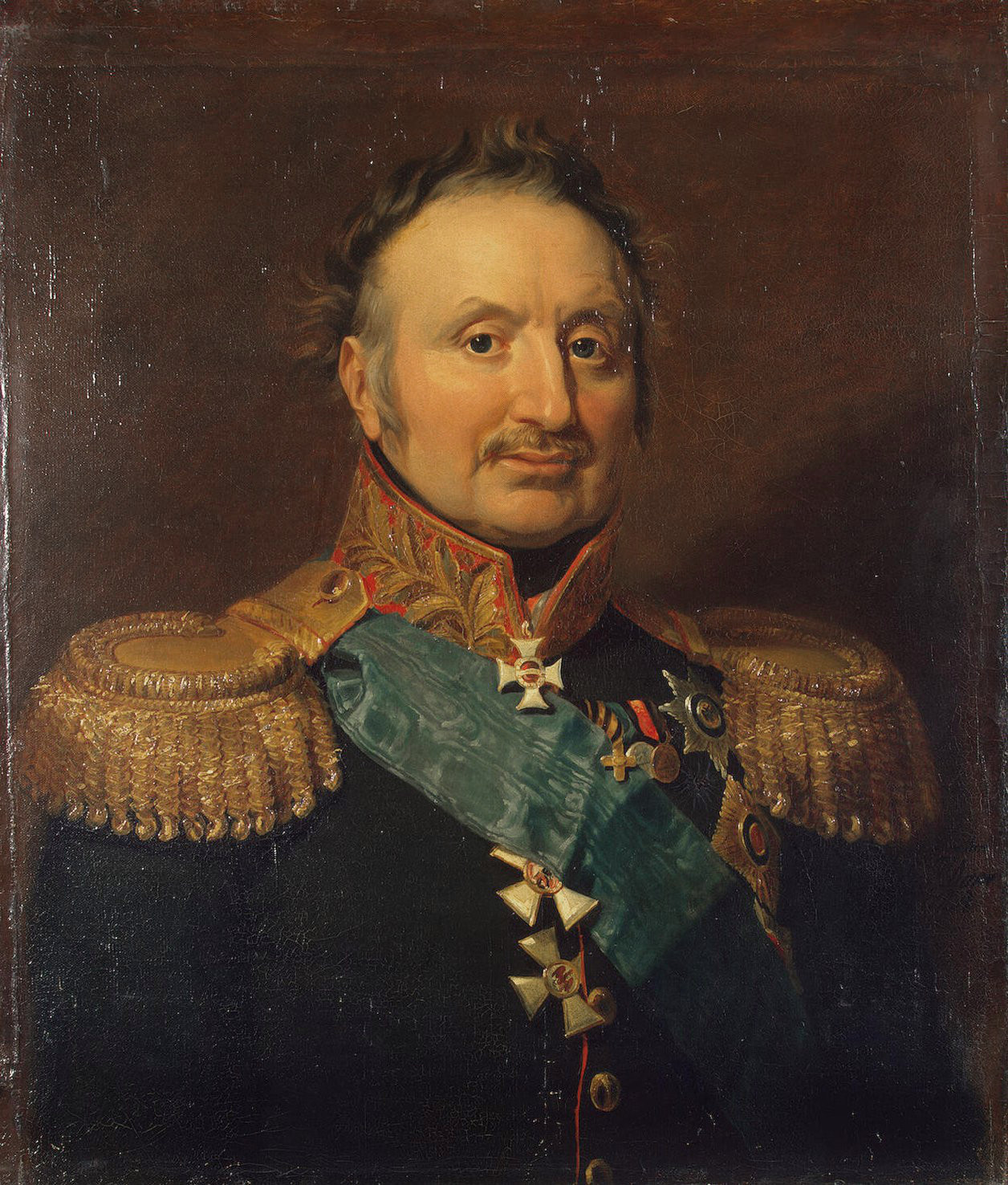
Peter Wittgenstein
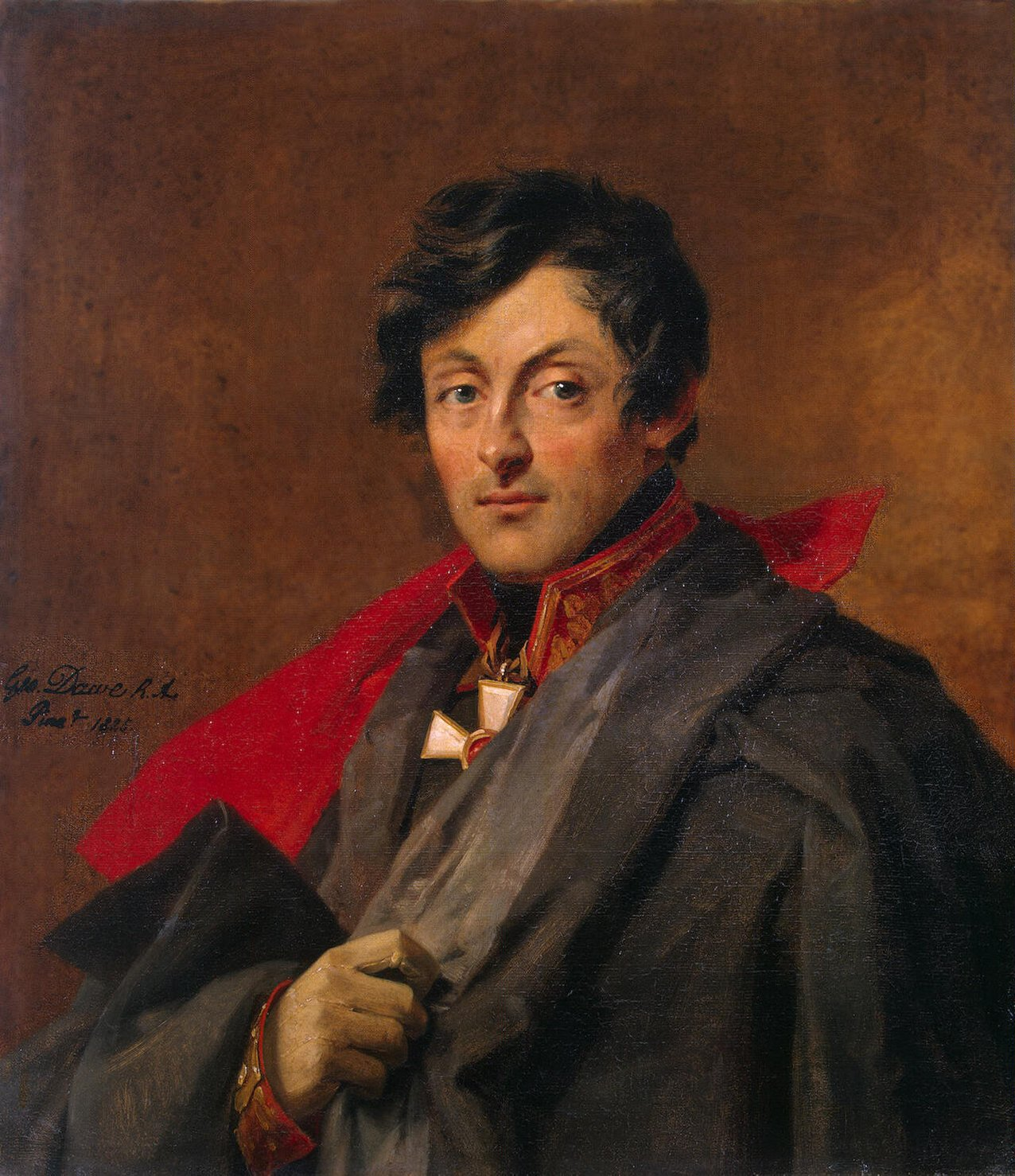
Osztermann-Tolsztoj
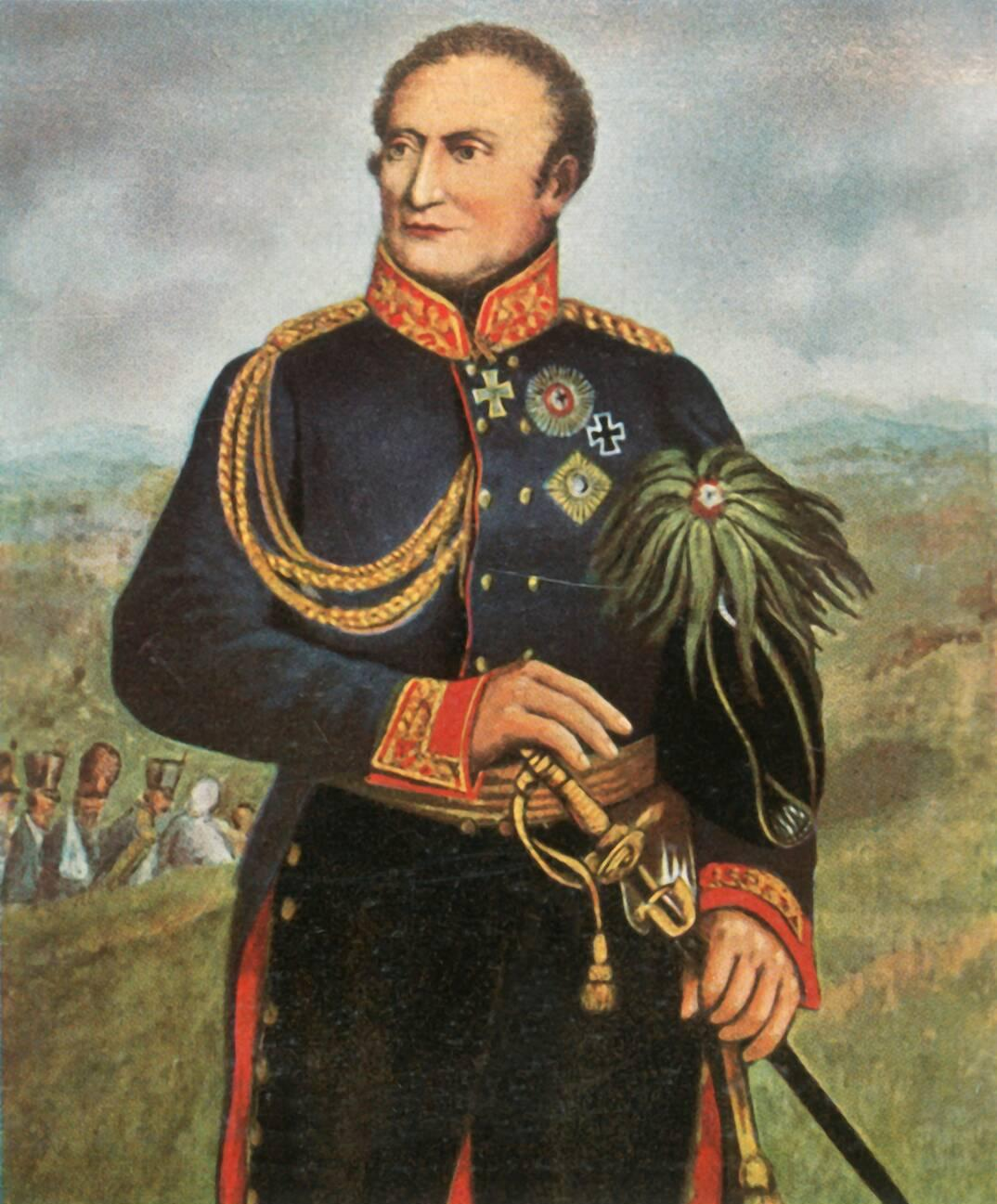
Friedrich von Kleist
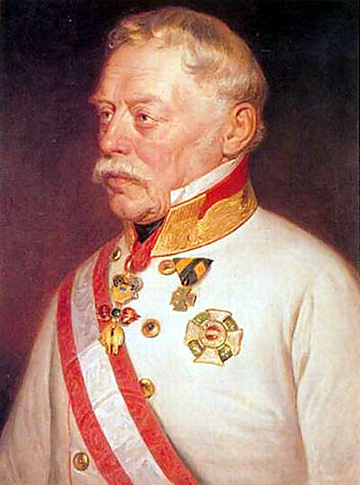
Radetzky